# 丁禹兮
丁禹兮（英語：Ryan Ding，1995年7月20日—），本名丁舟杰，中國大陸男演員、歌手。以《傳聞中的陳芊芊》走紅後，憑藉細膩又多變的演技站穩一線小生的地位。

## 演藝經歷

### 出道
丁禹兮就讀大學時期，因參與很多平面廣告的拍攝而熱愛上表演。2017年正式出道，出演了幾部網路電影後，2018年在《新笑傲江湖》飾演東方不敗開始為人所知，但他是在愛奇藝選秀節目《演員的品格》獲得總決賽冠軍後才真正打開知名度。

### 人氣上升
2020年主演的《韞色過濃》及《傳聞中的陳芊芊》輪番播出，精湛演技深受觀眾喜愛，被受封為「五月男友」。此後星運大開，2024年一連四部《大理寺少卿游》、《長樂曲》、《永夜星河》、《黑白森林》被受封為「四季男友」，讓他走上事業高峰，2025年成為精品VERSACE的全球品牌代言人。

## 影視作品

### 電視劇
| 年份   | 劇名               | 角色             | 備註   |
| 2018年 | 《新笑傲江湖》     | 東方不敗         |        |
| 2019年 | 《八分鐘的溫暖》   | 賀新涼           | 網路劇 |
| 2019年 | 《未来的秘密》     | 蔡天牧           | 網路劇 |
| 2020年 | 《清平樂》         | 蘇軾             |        |
| 2020年 | 《韞色過濃》       | 周時韞           | 網路劇 |
| 2020年 | 《傳聞中的陳芊芊》 | 韓爍             | 網路劇 |
| 2021年 | 《月光變奏曲》     | 昼川             |        |
| 2023年 | 《春闺梦里人》     | 寧鈺軒           |        |
| 2023年 | 《七時吉祥》       | 初空／陸長空     | 網路劇 |
| 2024年 | 《大理寺少卿游》   | 李餅             | 網路劇 |
| 2024年 | 《長樂曲》         | 沈渡             |        |
| 2024年 | 《永夜星河》       | 慕聲／子期／浮舟 | 網路劇 |
| 2024年 | 《黑白森林》       | 文彬彬           | 網路劇 |
| 2025年 | 《淮水竹亭》       | 張正／阿那然     | 網路劇 |
| 待播   | 《山河枕》         | 衞韞             |        |
| 待播   | 《南部档案》       | 張海蝦           | 網路劇 |
| 待播   | 《花开锦绣》       | 趙凌             |        |

### 電影
| 年份   | 片名               | 角色       | 備註               |
| 2017年 | 《修羅的遊戲》     | 查建       | 網路電影           |
| 2017年 | 《我的吸血鬼學姐》 | 劉川／劉楓 | 網路電影           |
| 2017年 | 《最後一個惡魔》   | 初原       | 網路電影           |
| 2022年 | 《十年一品溫如言》 | 言希       |                    |
| 待播   | 《“小”人物》       | 李毅       | 原名《會飛的螞蟻》 |
| 待播   | 《天才遊戲》       | 陳倫       |                    |

## 綜藝節目

### 固定出演
| 期間                       | 節目名稱                  | 集數       | 備註             |
| 2018年12月2日—2019年3月2日 | 《演員的品格》            | 11         | 參賽選手         |
| 2020年9月9日—11月17日      | 《心動的信號—第三季》     | 10＋番外篇 | 主持人           |
| 2021年8月7日—10月23日      | 《打卡吧！吃貨團》        | 24         | 缺席第5、6集     |
| 2022年7月30日—11月5日      | 《打卡吧！吃貨團—第二季》 | 12         |                  |
| 2023年3月11日—5月27日      | 《追星星的人—第三季》     | 12         |                  |
| 2023年7月22日—9月9日       | 《吃貨達人打卡吧》        | 8          | 缺席第5、6集     |
| 2023年8月20—9月4日         | 《100萬個約定之七時吉祥》 | 6          | 《七時吉祥》團綜 |
| 2024年9月3日               | 《阿福的派對》            | 2          | 《長樂曲》團綜   |
| 2024年9月25—11月22日       | 《下一戰歌手》            | 5-12       | 新聲串講人       |
| 2024年11月29—12月15日      | 《闪耀的恒星》—召喚篇     | 3          | 《永夜星河》團綜 |
| 2025年6月20日—             | 《中餐廳第9季》           |            |                  |

## 音樂作品
| 年份   | 類型     | 歌名                         | 專輯                                     | 備註                                                         |
| 2019年 | OST      | 〈希望的光〉                 | 《八分钟的温暖》原聲帶（插曲）           |                                                              |
| 2020年 | OST      | 〈早就心動了〉               | 《韞色過濃》原聲帶（告別曲）             | 與张予曦合唱                                                 |
| 2020年 | 群星演唱 | 〈著迷 Lost in ME〉          | 《創造營2020》第8期表演曲                | 與鄭乃馨、胡瑪爾、胡嘉欣、康汐、李佳恩、伍雅露合唱           |
| 2021年 | OST      | 〈無心之詩〉                 | 《月光變奏曲》原聲帶（人物主題曲）       |                                                              |
| 2024年 | 單曲     | 〈恭喜你發大財〉             | 《恭喜你發大財》                         |                                                              |
| 2024年 | OST      | 〈神都打工人〉               | 《大理寺少卿遊》原聲帶（片尾曲／推廣曲） | 與周奇、丁嘉文、張奕聰、馮滿、庫都斯江·艾尼娃爾合唱          |
| 2024年 | OST      | 〈只願你一人〉               | 《長樂曲》原聲帶（片尾曲）               | 與鄧恩熙合唱                                                 |
| 2024年 | OST      | 〈寄明月〉                   | 《永夜星河》原聲帶                       | 推廣曲，與虞書欣、祝緒丹、楊仕澤、費啟鳴、李奕臻、盧禹豪合唱 |
| 2024年 | OST      | 〈你之於我〉                 | 《永夜星河》原聲帶                       | 冬日限定EP先行曲                                             |
| 2024年 | OST      | 〈凝眸〉                     | 《永夜星河》原聲帶                       | 驚喜曲                                                       |
| 2024年 | 單曲     | 〈消散對白〉                 | 《消散對白》                             | 原唱：杜宣達                                                 |
| 2024年 | 單曲     | 〈他不懂〉                   | 《他不懂》                               | 原唱：张杰                                                   |
| 2025年 | 單曲     | 〈我想〉                     | 《我想》                                 |                                                              |
| 2025年 | 單曲     | 〈乖乖啊，今天的你也辛苦了〉 | 《乖乖啊，今天的你也辛苦了》             | 原唱：承桓                                                   |

## 評選與獎項
| 年份   | 日期     | 頒獎典禮                 | 獎項               | 得獎作品                         | 結果 | 參     |
| 2020年 | 11月9日  | 富比士中国30岁以下精英榜 | 文娛體育行業       | 不適用                           | 獲獎 | [ 11 ] |
| 2020年 | 12月10日 | 2020年时尚先生年度盛典   | 年度新人           | 不適用                           | 獲獎 | [ 12 ] |
| 2020年 | 12月20日 | 腾讯视频星光大赏         | 年度潜力电视剧演员 | 《傳聞中的陳芊芊》               | 獲獎 | [ 13 ] |
| 2021年 | 1月1日   | 2020國劇盛典             | 青春新势力演员     | 《傳聞中的陳芊芊》、《韞色過濃》 | 獲獎 | [ 14 ] |
| 2021年 | 1月10日  | 2020腾讯娱乐白皮书       | 年度最佳新人       | 《傳聞中的陳芊芊》               | 獲獎 | [ 15 ] |
| 2021年 | 6月12日  | 2021微博电影之夜         | 年度最具潜力演员   | 不適用                           | 獲獎 | [ 16 ] |
| 2025年 | 1月4日   | 2024騰訊視頻星光大賞     | 年度突破藝人       | 《永夜星河》、《黑白森林》       | 獲獎 | [ 17 ] |
| 2025年 | 1月4日   | 2024騰訊視頻星光大賞     | 騰訊影片VIP之星    | 《永夜星河》、《黑白森林》       | 獲獎 | [ 18 ] |
| 2025年 | 1月4日   | 2024騰訊視頻星光大賞     | 年度JUMP勳章榮譽   | 《永夜星河》、《黑白森林》       | 獲獎 | [ 19 ] |
| 2025年 | 1月11日  | 2024微博之夜             | 微博年度瞩目演员   | 不適用                           | 獲獎 | [ 20 ] |

## 外部連結
- 丁禹兮的Instagram帳戶
- 丁禹兮的新浪微博（简体中文）
- 丁禹兮的抖音（简体中文）
- 丁禹兮的小紅書（简体中文） （页面存档备份，存于）
- 丁禹兮在豆瓣上的资料（简体中文）
- 丁禹兮在互联网电影资料库（IMDb）上的資料（英文）